# クリストフ・ランスマイアー

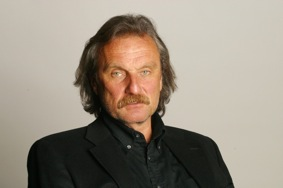
クリストフ・ランスマイアー

クリストフ・ランスマイアー（Christoph Ransmayr, ドイツ語発音: [ˈkrɪstɔf ˈransmaɪ̯ɐ]、1954年3月20日 - ）は、オーストリアの作家。

## 経歴
オーバーエスターライヒ州ヴェルス出身。ウィーン大学で哲学や民俗学を専攻し、1978年に卒業。1982年まで文芸雑誌『Extrablatt』などの文化面の編集に携わる傍ら、西ドイツの様々な雑誌に投稿し、1982年に作家として独立。ウィーン市のエリアス・カネッティ奨学金を受けて執筆した『ラスト・ワールド』が世界的ベストセラーになった。
1995年フランツ・カフカ賞 (オーストリア)、2018年クライスト賞、2023年朴景利文学賞受賞。

## 日本語作品
- 『ラスト・ワールド』樋口倫子訳、 中央公論社 1996
- 『氷と闇の恐怖』 高橋輝暁・高橋智恵子訳、 中央公論社 1998